# Drassyllus louisianus
Drassyllus louisianus är en spindelart som beskrevs av Chamberlin 1922. Drassyllus louisianus ingår i släktet Drassyllus och familjen plattbuksspindlar. Inga underarter finns listade i Catalogue of Life.